# Chris Basham
Christopher Paul Basham, född 20 juli 1988, är en engelsk fotbollsspelare.

## Karriär
Den 5 juni 2014 värvades Basham av Sheffield United, där han skrev på ett treårskontrakt. I juli 2017 förlängde Basham sitt kontrakt med två år. I november 2018 skrev han på ett nytt 2,5-årskontrakt med Sheffield. Den 1 augusti 2020 skrev han på ett nytt tvåårskontrakt med Sheffield. Den 12 maj 2022 förlängde Basham återigen sitt kontrakt med två år.